# Ритуална свещ
Ритуална свещ е вид свещ. Тя представлява стъклен, пластмасов или метален съд, пълен с восък, в който се поставя фитил.
Ритуалните свещи се палят на гробове, за да се почетат умрелите и при поклонение по повод на значими исторически събития.

## История
Традицията по паленето на свещи е получена от ранни езически ритуали. Други страни, в които тази традиция се изпълнява, са Германия, Полша, Швеция, Чехия и Япония.

## Строителство
Корпус бивш глина, най-често стъкло или пластмаса огнеупорен. Фитил това е низ вградени във восък. Метална значка приложен към фитила и осигуряване на нейната стабилност при пушене. Капак метална или пластмасова обвивка за защита на пламъка от вятър и лошо време.